# Vicente Pizarro
Vicente Tomás Pizarro Durcudoy (* 5. November 2002 in Vitacura) ist ein chilenischer Fußballspieler. Der Mittelfeldspieler steht aktuell beim CSD Colo-Colo unter Vertrag und ist seit November 2023 Nationalspieler.

## Karriere

### Im Verein
Pizarro wurde in Vitacura in der chilenischen Hauptstadt als Sohn des ehemaligen chilenischen Nationalspielers Jaime Pizarro geboren. Er begann schon im jungen Alter mit dem Fußballspielen beim CSD Colo-Colo, dessen Nachwuchsmannschaften er auch als Kapitän anführte. So kam er 2020 unter anderem zu Einsätzen in der U-20-Copa-Libertadores. Im selben Jahr gehörte er auch erstmals dem erweiterten Kader der ersten Mannschaft an. So stand er erstmals am 4. März 2020 bei der 0:2-Niederlage gegen den Club Jorge Wilsterman in der Copa Libertadores im Kader seiner Mannschaft, kam jedoch zu keinem Profieinsatz in der Saison. Sein Profidebüt gab er schließlich am 2. Mai 2021 bei der 1:5-Niederlage gegen Deportivo Ñublense, bei der Pizarro sogar in der Startformation stand. Ab diesem Spiel kam er regelmäßig zum Einsatz, teils als Spieler in der Startformation und teils als Einwechselspieler. Insgesamt kam er in der Saison 2021 in 23 von 34 möglichen Ligaspielen zum Einsatz. Auch in der Saison 2022 blieb er wichtiger Bestandteil im Kader des Vereins.

### In der Nationalmannschaft
Pizarro durchlief verschiedene Nachwuchsnationalmannschaften Chiles. Mit der U-17-Nationalmannschaft nahm er an der U-17-Südamerikameisterschaft 2019 in Peru teil, bei der er mit seiner Mannschaft den zweiten Platz hinter Argentinien belegte und sich somit auch für die U-17-Weltmeisterschaft im selben Jahr in Brasilien qualifizierte. Dort führte er seine Mannschaft als Kapitän an und bis ins Achtelfinale, dass sie allerdings mit 2:3 gegen den Gastgeber und späteren Weltmeister Brasilien verloren. 2020 kam er außerdem dreimal für die U-20-Nationalmannschaft zum Einsatz. Im Dezember 2021 wurde er von Nationaltrainer Martín Lasarte erstmals für die A-Nationalmannschaft für die beiden anstehenden Freundschaftsspiele gegen Mexiko und El Salvador nominiert, kam jedoch in beiden Spielen nicht zum Einsatz. Dafür nahm er im Juli 2022 an Trainingseinheiten mit der U-23-Nationalmannschaft teil.
Im November 2023 debütierte Pizarro unter Trainer Eduardo Berizzo für die A-Nationalmannschaft. Bei der 0:1-Niederlage gegen Ecuador in der Qualifikation zur Weltmeisterschaft 2026 wurde er in der 79. Spielminute für Rodrigo Echeverría eingewechselt.

## Erfolge
Colo-Colo
- Chilenischer Meister: 2022
- Chilenischer Pokalsieger: 2021, 2023
- Chilenischer Supercup-Sieger: 2022

 Chile U17
- U17-Vize-Südamerikameister: 2019

Chile U23
- Silbermedaille bei den Panamerikanischen Spielen: 2023